# China South City Tower 1
La China South City Tower 1 est un gratte-ciel en construction à Nanning en Chine. Il s'élèvera à 318 mètres.